# Tachiramantis prolixodiscus
Tachiramantis prolixodiscus es una especie de anfibio anuro de la familia Craugastoridae.

## Distribución geográfica
Esta especie se encuentra entre los 2300 y 2485 m sobre el nivel del mar en:
- Colombia en la Cordillera Oriental en los departamentos de Norte de Santander y Santander;
- Venezuela en la Cordillera de Mérida en los estados de Táchira, Mérida y Barinas.[3]

## Publicación original
- Lynch, 1978: A new eleutherodactyline frog from the Andes of northern Colombia (leptodactylidae). Copeia, vol. 1978, n.º 1, p. 17-21.[4]